# Arevalillo de Cega
Arevalillo de Cega er en by og kommune i det centrale Spanien i provinsen Segovia. Den har et indbyggertal på 18 (2024) indbyggere.